# Bunbun Alas
Bunbun Alas is een bestuurslaag in het regentschap Aceh Tenggara van de provincie Atjeh, Indonesië. Bunbun Alas telt 99 inwoners (volkstelling 2010).